# Carnegie Castle
Carnegie Castle ist eine abgegangene Burg in der schottischen Council Area Angus.
Dem Clan Carnegie gehörte das Anwesen vom 15. bis zum 18. Jahrhundert. Das Gelände der ehemaligen Burg aus dem 16. Jahrhundert, deren Form und Bauweise nicht bekannt sind, ist heute landwirtschaftlich genutzt. Von der Burg ist oberirdisch nichts mehr erhalten.